# Gerard Plunkett
Gerard Plunkett (* 14. August 1955 in Dublin) ist ein irischer Schauspieler. 

## Leben
Er wuchs in Dublin auf und hatte erste Bühnenauftritte als Stand-up-Comedian. In den 1980er Jahren war er als Theaterschauspieler tätig und kam dann zum Film und Fernsehen. In zahlreichen Nebenrollen spielte er ernsthafte Charaktere wie Kapitäne, Politiker oder auch Schwerkriminelle. 

## Filmografie (Auswahl)
- 1988–1990: Die Campbells (TV-Serie, 4 Folgen)
- 1996: Titanic (TV-Zweiteiler)
- 1997–1998: Stargate – Kommando SG-1 (TV-Serie, 3 Folgen)
- 1998: Leslie Nielsen ist sehr verdächtig (Wrongfully Accused)
- 1998–1999: RoboCop: Alpha Commando (Stimme, Zeichentrickserie)
- 1998–2005: Da Vinci’s Inquest (TV-Serie, 72 Folgen)
- 2000: The 6th Day
- 2001: Seven Days – Das Tor zur Zeit (Seven Days 3x19)
- 2001: Rat Race – Der nackte Wahnsinn
- 2005: Das schnelle Geld (Two for the Money)
- 2006: Snakes on a Plane
- 2006: Antarctica – Gefangen im Eis (Eight Below)
- 2007: Intelligence (TV-Serie, 6 Folgen)
- 2009: 2012
- 2009–2012: Fringe – Grenzfälle des FBI (Fringe, TV-Serie, 4 Folgen)
- 2011: Sucker Punch
- 2012: Camera Shy
- 2012: Big Time Movie
- 2014: Seventh Son
- 2017: Ein Prinz zu Silvester (Royal New Year’s Eve)
- 2020: A Million Little Things (Fernsehserie, 4 Folgen)